# Чемпионат Швейцарии по кёрлингу на колясках среди смешанных пар
Чемпионат Швейцарии по кёрлингу на колясках среди смешанных пар (нем. Mixed Doubles SM Rollstuhlsport, фр. CS en chaise roulante) — ежегодное соревнование швейцарских смешанных парных команд (смешанных пар, в составе один мужчина и одна женщина) по кёрлингу на колясках («паралимпийский кёрлинг»; англ. wheelchair curling). Проводится с сезона 2022—2023. Организатором является Ассоциация кёрлинга Швейцарии (нем. Schweizerischer Curling-Verband, англ. Swiss Curling Association).

## Годы и команды-призёры
Составы команд указаны в порядке: женщина, мужчина, тренер.
| Год  | Золото                                                   | Серебро                                                          | Бронза                                                         | Место на чемпионате мира |
| 2023 | Albeina Basel-Wetzikon Beatrix Blauel / Marcel Bodenmann | Wetzikon 1 Kathryn Heiniger / Werner Locher тренер: Markus Fanti | Oberwallis-Lausanne Olympique Франсуаза Жакеро / Eric Décorvet | 16                       |
| 2024 | Bern 3 Susanne von Gunten / Ханс Бургенер                | Genève 1 Isabelle Champion / Лоран Кнойбюль                      | Bern 2 Mélanie Villars / Pierre-Alain Tercier                  | 15                       |
| 2025 | Lausanne Oberwallis Франсуаза Жакеро / Eric Décorvet     | Wetzikon 3 Marlise Schwitter / Oskar Thomann                     | Wetzikon 1 Patricia Felder / Marcel Bodenmann                  | ...                      |